# Casa Maspons i Camarasa
La Casa Maspons i Camarasa és un edifici del municipi de Granollers (Vallès Oriental) protegit com a bé cultural d'interès local. Està situat al nucli antic. El carrer Barcelona constitueix l'accés al centre històric amb tipologia de cases mitgeres.
És un edifici amb tres façanes (de composició simètrica) al carrer: el cos principal consta de planta baixa i de dos pisos, amb coberta a quatre vessants, mentre que la resta és de planta baixa. Cal destacar dues fornícules que reforcen el caràcter neoclàssic del conjunt.